# Luftverteidigungsbunker Erndtebrück

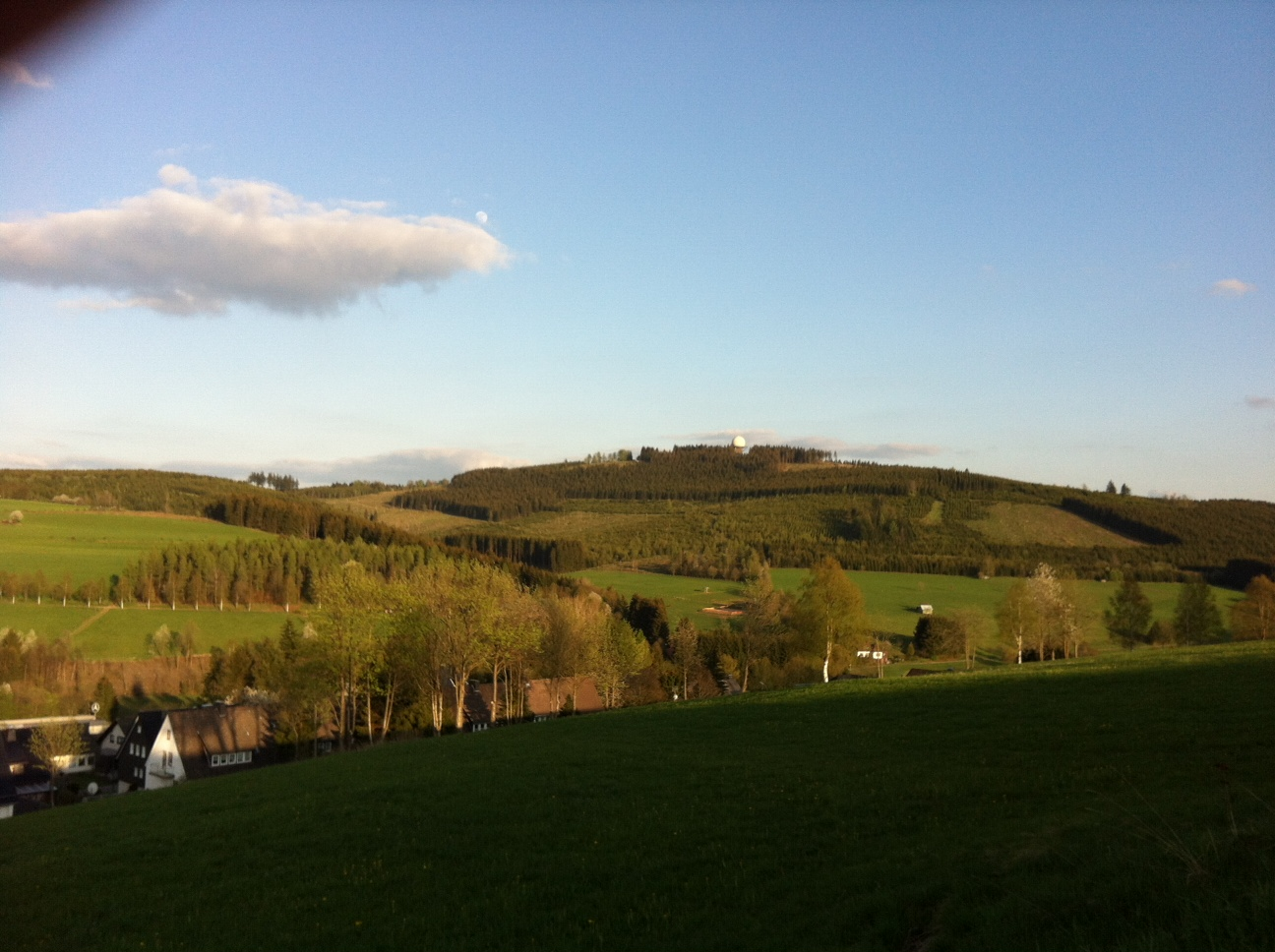
Medium Power Radar auf dem Ebschloh

Der Luftverteidigungsbunker Erndtebrück, genannt Bunker Erich, ist ein teilweise noch genutzter, ehemals geheimer NATO-Tiefbunker in der Nähe von Erndtebrück im Rothaargebirge (Nordrhein-Westfalen), von dem aus die militärische Luftraumüberwachung in Zentralbereich des deutschen Luftraums im Kalten Krieg gesteuert wurde. 
Der Bunker wurde aus Brandschutzgründen stillgelegt und darf durch die Luftwaffe nicht mehr genutzt werden. Der Einsatzführungsbereich 2 mit dem zugehörigen Control and Reporting Centre (CRC) wird heute aus einem hochmodernen ECM-gehärteten oberirdischen Einsatzgebäude im Bereich der Hachenberg-Kaserne (⊙) in Erndtebrück geführt.
Die Bunkeranlage selbst beherbergt ein LARP- und Airsoft-Gelände. Außerdem werden die Räumlichkeiten als Ort für diverse Musikvideos genutzt.